# Instituto de Estudios Internacionales

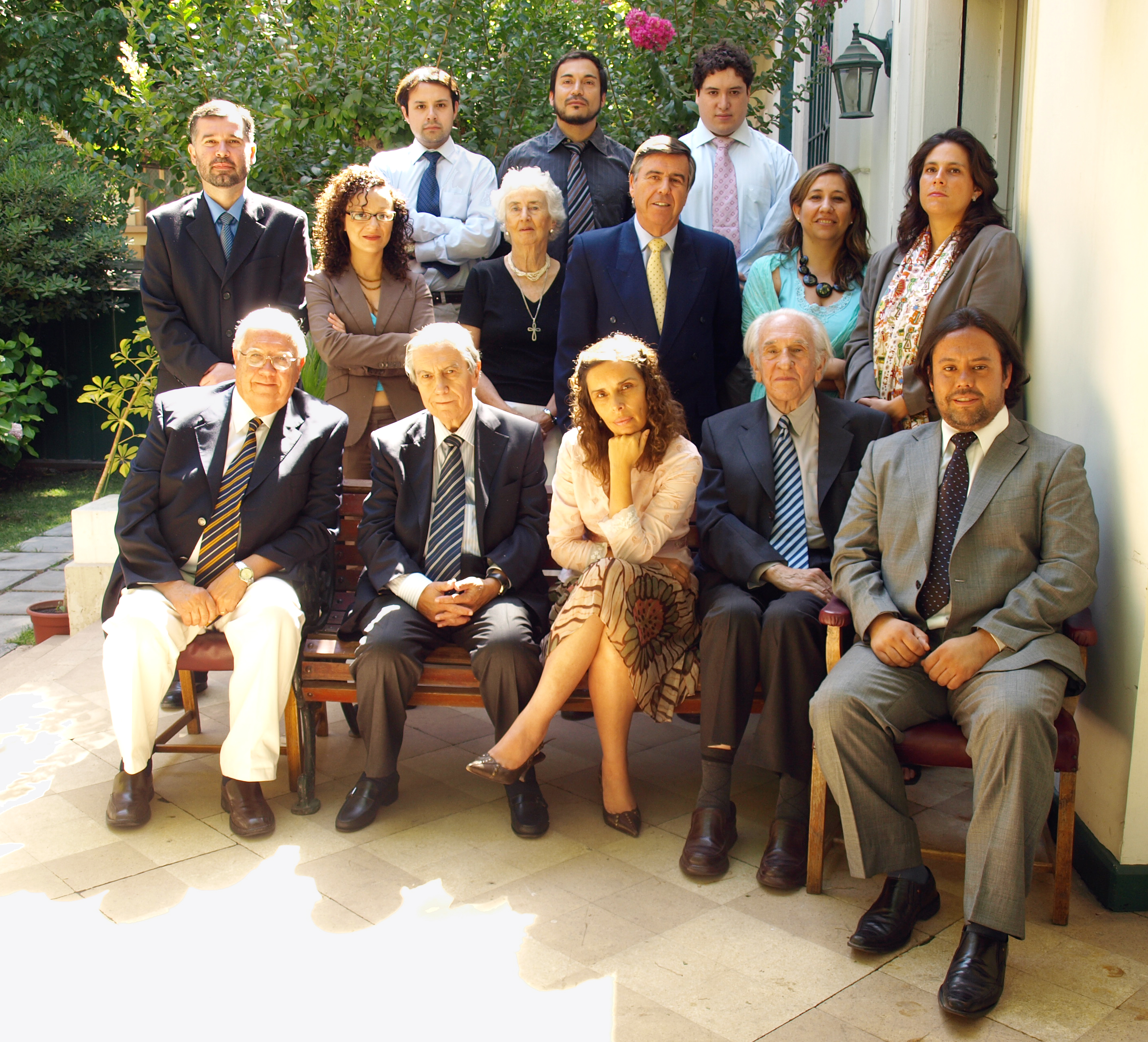
Cuerpo Académico.en 2009.

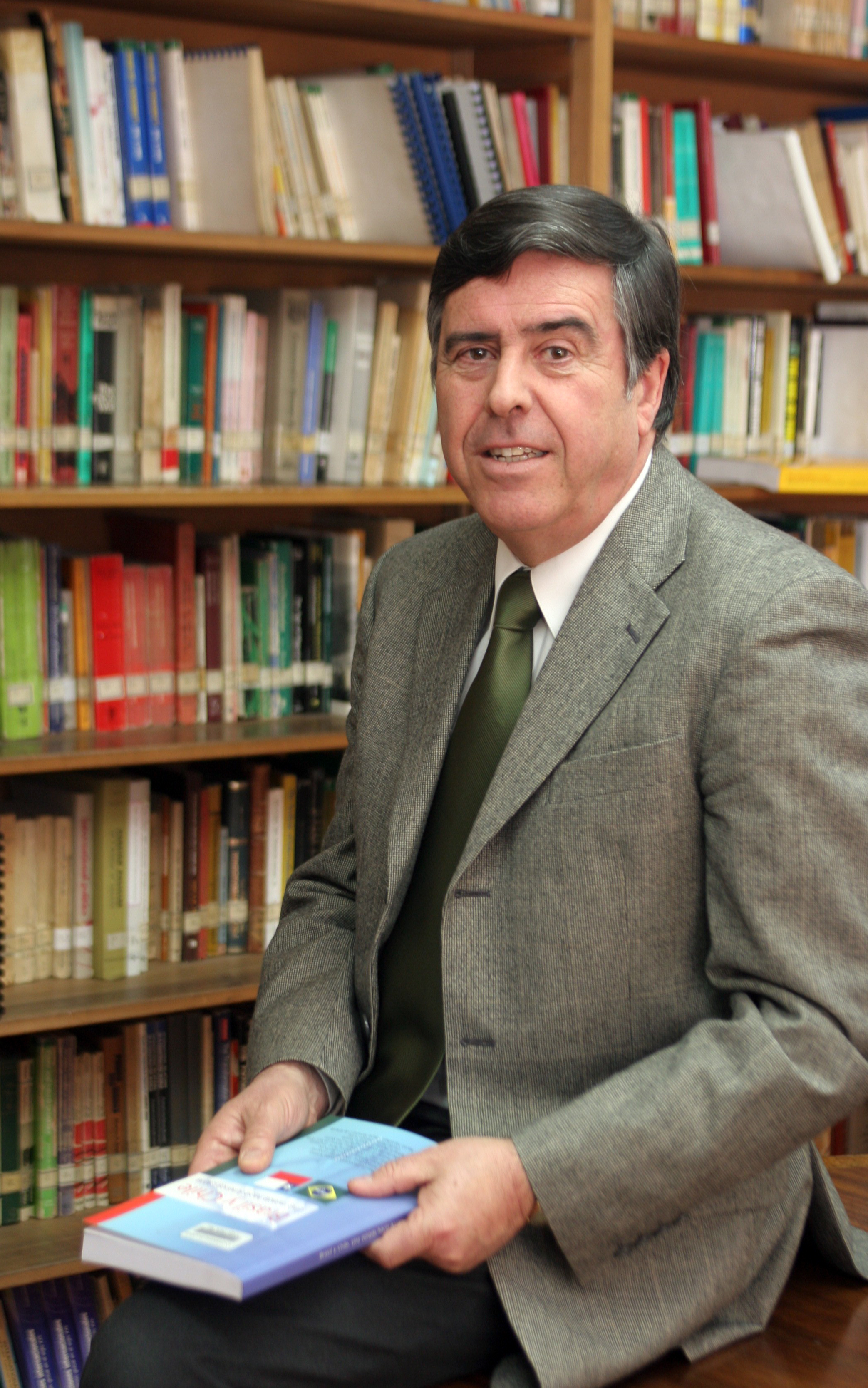
Prof. José Morandé Lavín. Exdirector y Profesor del IEI.

El Instituto de Estudios Internacionales (IEI) es un instituto interdisciplinario de la Universidad de Chile con sede en Av. Condell 249, Providencia, Santiago. Su misión es contribuir a la comprensión y análisis de la realidad internacional desde el área de los estudios internacionales, integrando teorías, metodologías y perspectivas asociadas a las disciplinas académicas de historia, ciencia política, relaciones internacionales, derecho, economía, filosofía, sociología y antropología. Su directora es la economista chileno-mexicana Dorotea López Giral, y subdirector, el abogado y politólogo chileno Ricardo Gamboa Valenzuela.
El Instituto de Estudios Internacionales cuenta con una Escuela de Postgrado, y dos Unidades Académicas: Relaciones Internacionales y Políticas Públicas Globales, y Relaciones Jurídicas y Económicas Internacionales. orientadas a la investigación, docencia y actividades de extensión. El IEI mantiene contactos, alianzas y convenios de cooperación, movilidad estudiantil e intercambio académico con universidades e instituciones a nivel nacional, regional y global.

## Historia

### 1966 - 1973: Fundación
El Instituto de Estudios Internacionales de la Universidad de Chile fue fundado el 19 de octubre de 1966 como una institución académica independiente y de carácter multidisciplinar dependiente de Rectoría y el Consejo Universitario, con la colaboración del gobierno de Francia, a través del Centre d’Etudes de Politique Étranger, y el Royal Institute of International Affairs de Londres (Chatham House). El historiador, académico e investigador Claudio Véliz fue el fundador y primer director del IEI, al que se suman un cuerpo de académicos y ayudantes chilenos, entre ellos: Julio Faúndez (Doctor en Ciencias Jurídicas de la Universidad de Harvard y profesor de derecho de la Universidad de Warwick), Osvaldo Sunkel Weil, Director del Programa de Capacitación y del Proyecto de Investigaciones del Desarrollo del Instituto Latinoamericano y del Caribe de Planificación Económica y Social (ILPES), Benny Pollack (Doctor en Ciencia Política de la Universidad de Essex y embajador de Chile en China durante el gobierno de Ricardo Lagos), y Eduardo Ortíz (Abogado de la Universidad de Chile, especialista en estudios africanos), que en conjunto a profesores británicos: John Gittings, Richard Parker y T. V. Sathyamurthy, y franceses: Alain Joxe, entre otros, iniciaron las funciones de investigación y extensión universitaria en estudios internacionales a nivel nacional.  
Como objetivos fundacionales del Instituto de Estudios Internacionales, el rector de la Universidad de Chile Eugenio González Rojas, y el Consejo Universitario de la época convenían que la casa de estudios debía abordar “en forma eficiente y sistemática” procesos de investigación sobre temas y problemas de las relaciones internacionales, así como divulgar “datos y conceptos serios sobre esos asuntos”. En forma consecuente con estos preceptos, en 1967 se inaugura el primer ejemplar de la revista trimestral Estudios Internacionales (REI), la que se publica de forma ininterrumpida hasta la actualidad, y en 1970 se iniciaron las dos primeras cátedras de Relaciones Internacionales en Chile, establecidas en la Facultad de Derecho de la Universidad de Chile, dictadas por los profesores Gustavo Lagos Matus (fundador y primer director de la Facultad Latinoamericana de Ciencias Sociales, además de Ministro de Justicia durante el gobierno de Eduardo Frei Montalva), y José Rodríguez Elizondo (corresponsal en la Guerra de Vietnam y vicepresidente de la Corporación de Fomento de la Producción durante el gobierno de Salvador Allende y la Unidad Popular).
En lo relacionado con la función de extensión universitaria, en 1967, el Instituto de Estudios Internacionales implementó cursos sobre la situación política del Sudeste Asiático, África subsahariana y Europa, y la situación económica de América Latina, y en 1968, ciclos sobre política exterior latinoamericana y los procesos de integración europea y de América Latina. De igual modo, se preveía el funcionamiento regular, de un seminario sobre problemas contemporáneos de América Latina y un grupo de estudios sobre política internacionaly estudios estratégicos. En septiembre de 1970, junto al Centro de Estudios de la Realidad Nacional de la Pontificia Universidad Católica de Chile (CEREN) y la Comisión Nacional de Investigación Científica y Tecnológica (CONICYT), el IEI organizó la Conferencia del Pacífico en Viña del Mar, primera iniciativa latinoamericana en su tipo referente al intercambio de conocimiento académico sobre la región del Asia-Pacífico en las temáticas de industrialización, urbanización, reforma agraria, comercio internacional, transporte global naviero y aéreo, y el rol de minerales como el cobre y estaño en la cooperación internacional, con grupos de trabajo focalizados en países y organismos internacionales como Japón, China, Australia, Nueva Zelanda, Canadá, el Grupo Andino, Canadá y Estados Unidos, y discursos inaugurales de Gabriel Valdés Subercaseaux, canciller o Ministro de Relaciones Exteriores del gobierno de Eduardo Frei Montalva, y el economista y profesor del IEI Osvaldo Sunkel Weil.

### 1973 - 1990: Dictadura Militar
"Si bien los Estudios Internacionales en el país experimentaron condiciones propicias para su desarrollo, como la existencia de redes y vínculos entre diferentes instituciones, el golpe de Estado de 1973 y el comienzo del periodo de dictadura, socavaron y paralizaron su proceso de consolidación, y que tuvo como resultado más visible la migración de académicos e investigadores hacia otros países u organizaciones, generando una interrupción del avance disciplinar."
G, Álvarez & M, Figueroa (2018) Auge, resurgimiento y declive de los Estudios Internacionales en Chile.

En la etapa de Dictadura Militar, caracterizada por la intervención a las universidades chilenas, clausura  de facultades, en suma a la purga y exilio de académicos debido a la inestabilidad política del país (como fue en el caso de Claudio Véliz y José Rodríguez Elizondo, a Australia y Alemania Oriental, respectivamente), el Instituto de Estudios Internacionales, a pesar de su objeto de estudio, vinculado a la política internacional,  mantuvo su continuidad institucional bajo la dirección del profesor Francisco Orrego Vicuña, que si bien fue partidario de la Dictadura Militar (siendo posteriormente nombrado embajador de Chile en Reino Unido entre 1983 y 1985 por el dictador Augusto Pinochet), imprimió un sello pluralista a la institución, evitando junto al académico Luciano Tomassini (integrante del Programa de Estudios Conjuntos sobre las Relaciones Internacionales de América Latina o RIAL, establecido en 1977), la instrumentalización y censura de la Revista de Estudios Internacionales (REI) por parte de la Junta Militar de Gobierno, manteniendo su credibilidad académica e internacional. 

"Los intelectuales chilenos estuvieron expuestos a los grandes cambios mundiales, estuvieron en contacto con sus colegas en el exterior, conscientes de los nuevos desarrollos y se movieron en respuesta a reinterpretar su propio pensamiento […] Los intelectuales se convirtieron en parte de la comunidad académica de Europa y Norteamérica, su pensamiento fue internacionalizado."
Puryear, J. (1994) Thinking Politics. Intellectuals and Democracy in Chile, 1973-1988.

Entre los principales avances del Instituto de Estudios Internacionales durante la Dictadura Militar se encuentran la profesionalización de su cuerpo académico en universidades de Estados Unidos. Bajo este contexto, los profesores Heraldo Muñoz, Alberto van Klaveren y José Morandé realizaron sus estudios se postgrado en la Escuela Josef Korbel de Estudios Internacionales de la Universidad de Denver, y el profesor Walter Sánchez en el Departamento de Ciencia Política, Escuela de Artes y Letras de la Universidad de Notre Dame. De igual modo, la institución contribuyó a la producción de publicaciones sobre las relaciones internacionales y política exterior de Chile, aportadas por académicos como Manfred Wilhelmy (primer chileno en obtener un doctorado en Ciencia Política en Estados Unidos, Universidad de Princeton, en 1973), Heraldo Muñoz, Roberto Durán, Joaquín Fermandois, entre otros.
En 1977 el Instituto de Estudios Internacionales crea el Magíster en Estudios Internacionales (MEI), "el pionero en Chile y uno de los más antiguos de América Latina", incorporando la función universitaria docente como uno de los pilares fundamentales de la institución. 

### 1990 - 2022: Gobiernos de la Concertación, Nueva Mayoría y Chile Vamos
Durante la época de los 90s y posteriormente en la época de los 2000s en el contexto del periodo de transición a la democracia y gobiernos de la Concertación de Partidos por la Democracia, académicos del Instituto de Estudios Internacionales desempeñaron roles claves como servidores públicos al enfrentar los desafíos de reinserción de Chile en la comunidad internacional y apertura comercial de la economía chilena, en el marco del Consenso de Washington y el regionalismo abierto. Mediante sus incorporaciones institucionales en el Ministerio de Relaciones Exteriores, participaron de una política exterior orientada al impulso de los Tratados de Libre Comercio, con foco en la expansión hacia la región del Asia-Pacífico, e internacionalización de las exportaciones chilenas hacia los principales mercados globales.

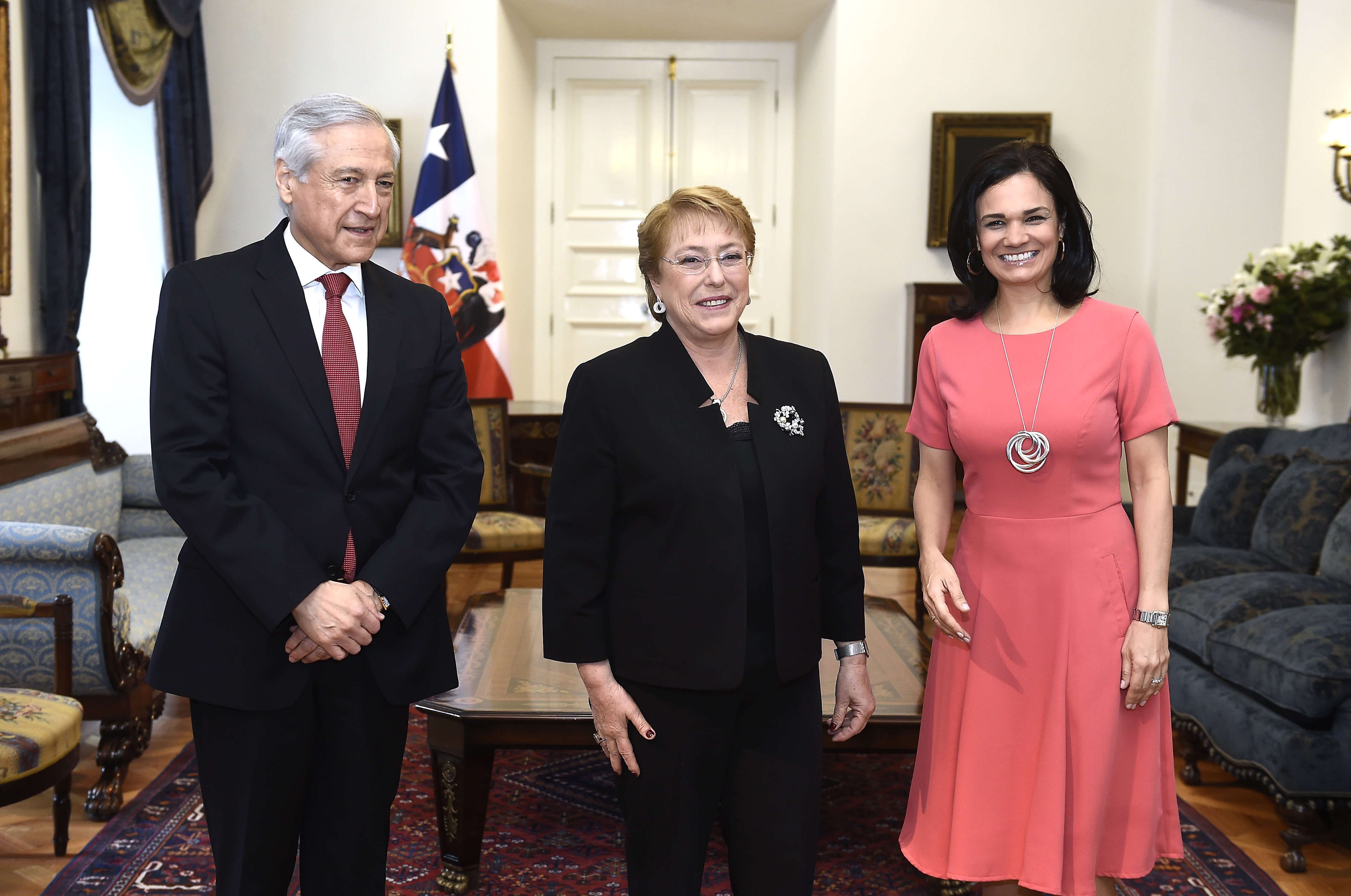
Michelle Bachelet y Heraldo Muñoz junto a la Vicepresidenta y Canciller de Panamá Isabel de Saint Malo en 2016.

Bajo este contexto, Heraldo Muñoz asume como subsecretario de relaciones exteriores durante el gobierno del presidente Ricardo Lagos y canciller o Ministro de Relaciones Exteriores durante el segundo gobierno de Michelle Bachelet, Alberto van Klaveren, como embajador en Bélgica, Luxemburgo y la Unión Europea en el gobierno de Ricardo Lagos, y director de planificación del Ministerio de Relaciones Exteriores en los gobiernos de Eduardo Frei Ruiz-Tagle y Ricardo Lagos, y subsecretario de relaciones exteriores durante el primer gobierno de la presidenta Michelle Bachelet, y María Teresa Infante, como directora nacional de fronteras y límites del Estado entre 1997 y 2009, y embajadora de Chile ante el Reino de los Países Bajos en Ámsterdam, durante el segundo mandato de Bachelet y el segundo gobierno de Sebastián Piñera.

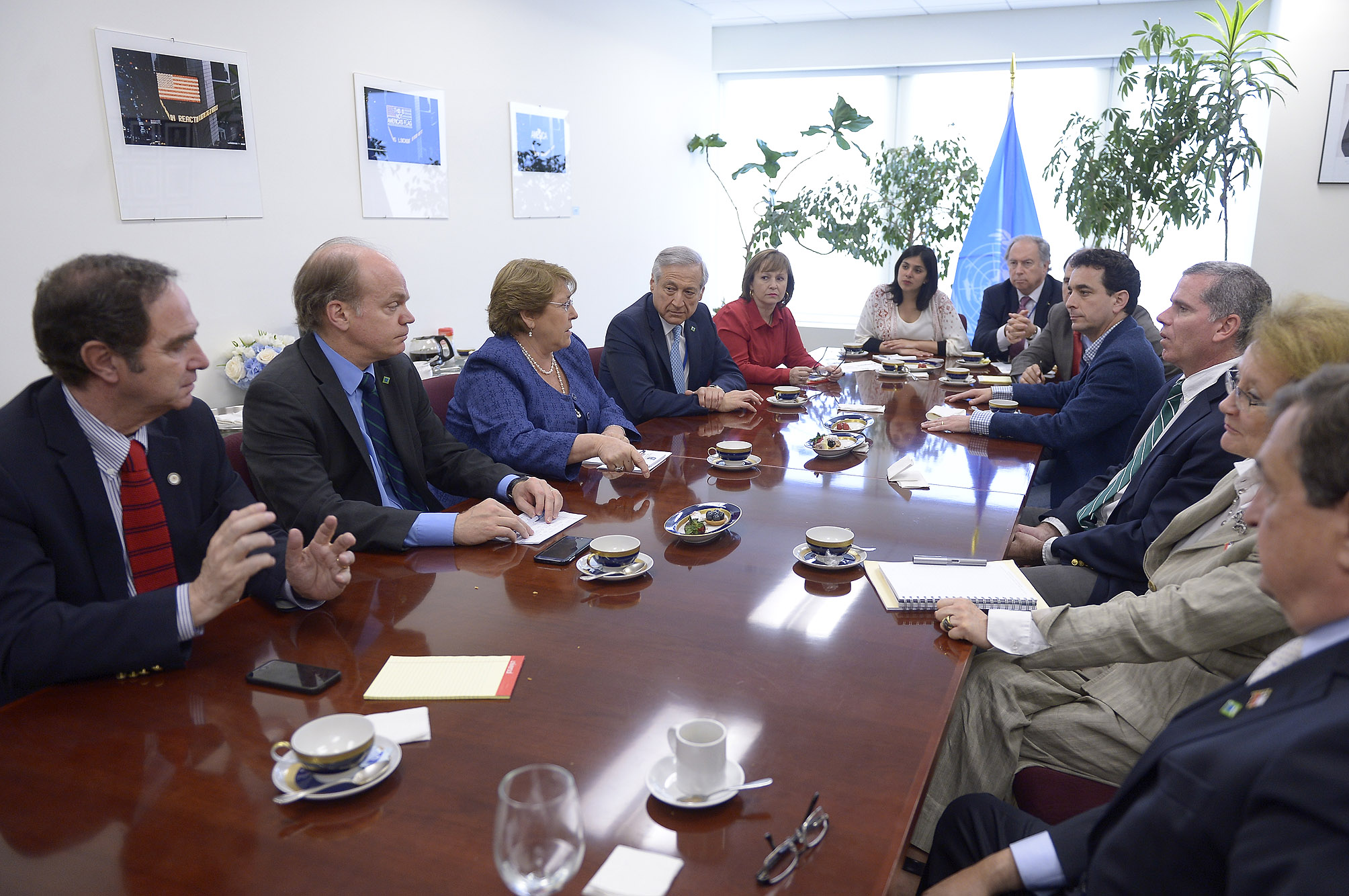
Michelle Bachelet junto Heraldo Muñoz y María Teresa Infante en reunión por litigio de Bolivia ante la Corte Internacional de Justicia en La Haya, año 2015.

En noviembre de 2016, en el marco de la ceremonia oficial de celebración del 50° aniversario del Instituto de Estudios Internacionales en el Salón de Honor de la Casa Central de la Universidad de Chile, el rector Ennio Vivaldi entregó la Medalla Rectoral a Heraldo Muñoz, canciller durante el segundo gobierno de Michelle Bachelet, y profesor titular del IEI. Posteriormente, en diciembre de 2018, los académicos Alberto van Klaveren y María Teresa Infante, profesores titulares del IEI y agentes de los equipos jurídicos de Chile ante la Corte Internacional de Justicia de La Haya, en las demandas interpuestas por Perú y Bolivia, son distinguidos en una ceremonia con la Medalla Rectoral por parte del rector Ennio Vivaldi, con un discurso de presentación a cargo de la académica del IEI, Rose Cave Schnöhr.
El 20 de abril de 2021 se lanza el libro "Nuevas Voces de Política Exterior: Chile y el mundo en la era post-consensual", un trabajo conjunto entre el Instituto de Estudios Internacionales, la Fundación Friederich Ebert en Chile, y el Centro de Estudios Nueva Política Exterior, del cual formaron parte las académicas del IEI, Dorotea López Giral y Pía Lombardo Estay. Este libro sería fundamental en el establecimiento de agenda de los conceptos de promoción del multilateralismo, diplomacia emprendedora, política exterior feminista y política exterior turquesa, convirtiéndose más tarde en ejes transversales de la sección de "política exterior y relaciones internacionales" del programa de gobierno de Apruebo Dignidad (coalición política del candidato a la presidencia, Gabriel Boric).
En 2011 el Instituto de Estudios Internacionales crea el Magíster en Estrategia Internacional y Política Comercial (MEICP), con el apoyo de la Organización Mundial del Comercio (OMC) y el World Trade Institute de la Universidad de Berna, de igual modo, en 2017 se incorpora a la enseñanza de pregrado con la creación de la Licenciatura en Estudios Internacionales y Título Profesional de Internacionalista en conjunto con la Facultad de Filosofía y Humanidades, y en 2018 crea el Magíster en Desarrollo y Cooperación Internacional (MDCI).

### 2022-presente: Gobierno de Gabriel Boric

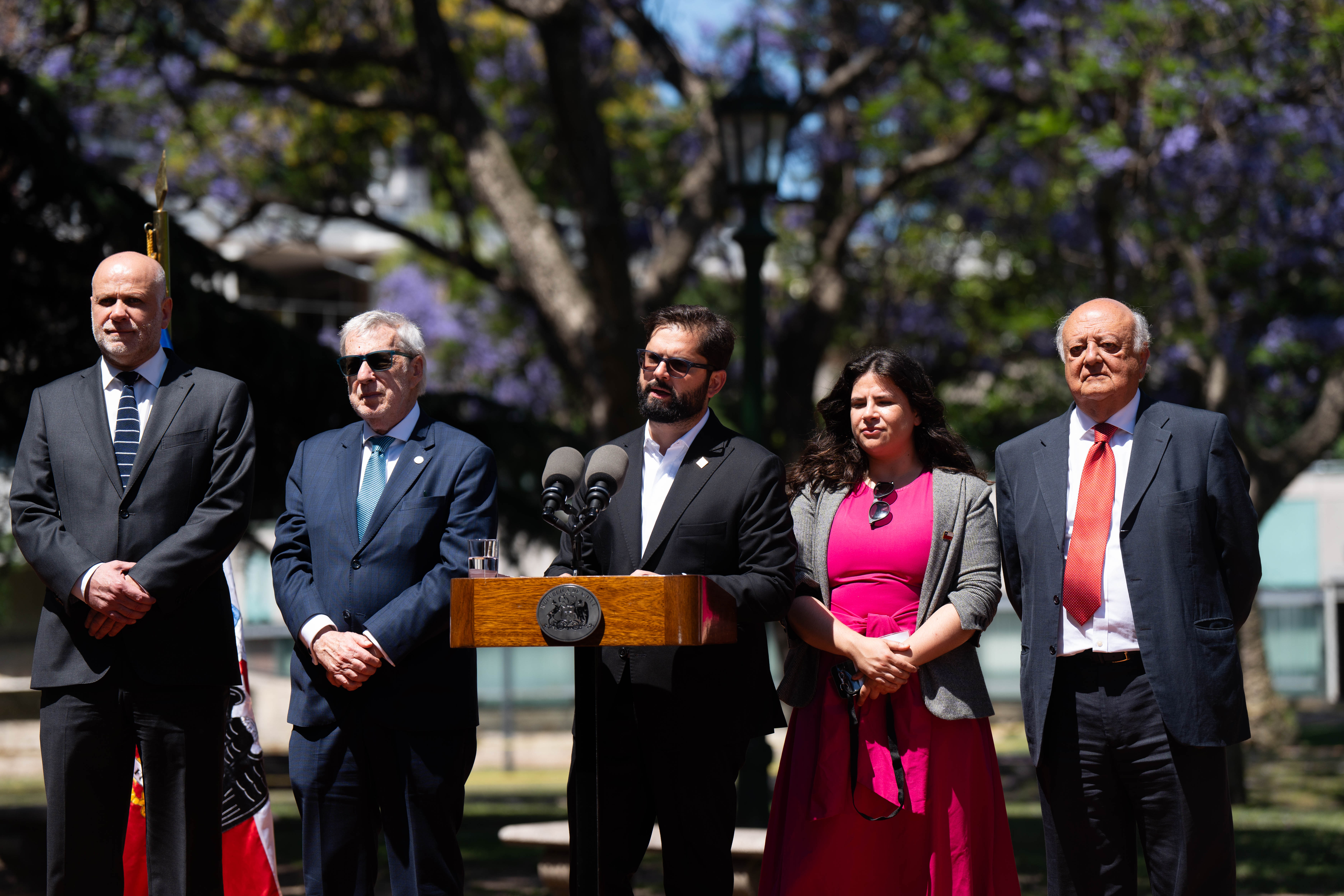
Gabriel Boric, Alberto van Klaveren y Antonia Orellana durante la investidura del Presidente argentino Javier Milei en 2023.

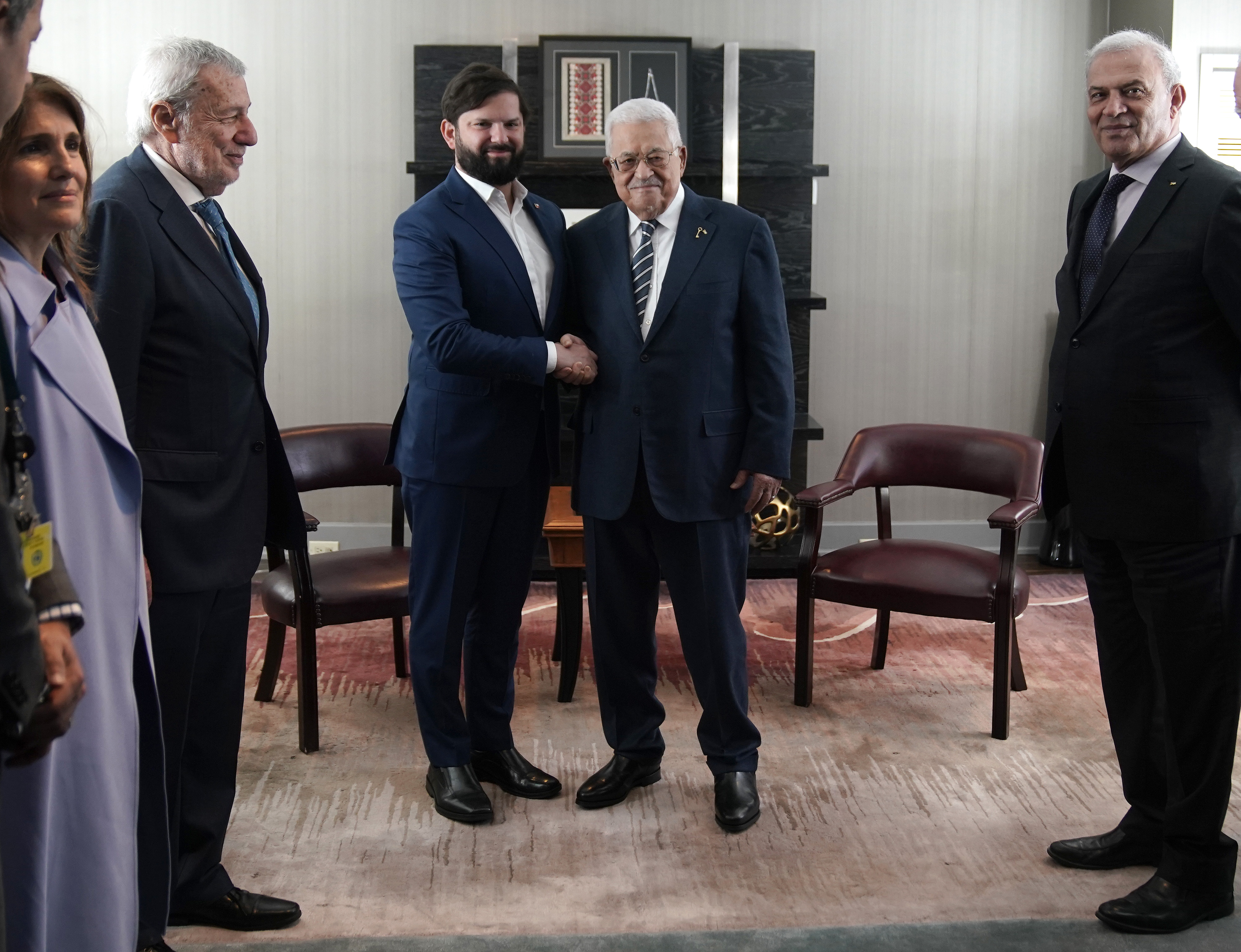
Gabriel Boric, Alberto van Klaveren y Paula Narváez junto al Presidente de Palestina Mahmud Abás en 2024.

El 23 de diciembre de 2021 el presidente de Chile Gabriel Boric (2022 - 2026) instala su centro de operaciones en las dependencias del Instituto de Estudios Internacionales en la intersección de calle Obispo Salas y Av. Condell, oficinas en donde entabló reuniones con su equipo técnico y político, diversos embajadores, personalidades políticas, autoridades nacionales, organizaciones de la sociedad civil y ciudadanía en el periodo de transición hacia el nuevo gobierno. En este contexto, la prensa chilena e internacional comienza a denominar a la histórica sede del instituto como "La Moneda chica", aludiendo al Palacio Presidencial La Moneda.
El 11 de marzo de 2022 el politólogo y profesor asistente de la institución José Miguel Ahumada, asume como subsecretario de relaciones económicas internacionales del gobierno del presidente Gabriel Boric y la economista y profesora asociada del IEI Sofía Boza Martínez, como embajadora de Chile ante la Organización Mundial del Comercio en Ginebra, Suiza. Posteriormente, el 10 de marzo de 2023, el internacionalista, abogado, diplomático y profesor titular de la institución, Alberto van Klaveren, asume como canciller o Ministro de Relaciones Exteriores del gobierno del presidente Gabriel Boric. Dentro de este contexto, Alberto van Klaveren cumple un rol clave en la modernización de la política exterior chilena (en lo que se denomina como la transición hacia un "nuevo ciclo de política exterior o nueva política exterior", de carácter progresista),participando en el diseño e implementación dual de la política exterior feminista y turquesa.
En abril de 2025, la profesora titular de la institución y jueza del Tribunal Internacional del Derecho del Mar María Teresa Infante Caffi recibe la Medalla Rector Juvenal Hernández Jaque, por parte de la Rectora Rosa Devés Alessandri en el Salón de Honor de la Casa Central de la Universidad de Chile, convirtiéndose en la segunda mujer de la Universidad de Chile que la recibe en mención Artes, Letras y Humanidades, y la segunda académica del IEI, después de Gustavo Lagos Matus en el año 2002.
En 2023, el Instituto de Estudios Internacionales crea el Magíster en Estudios sobre Asia (MESA), teniendo como principal hito, el anuncio en la gira  presidencial de Gabriel Boric en China durante el mes de octubre, de un acuerdo de cooperación entre la institución y la Universidad de Sichuan. En 2024 inaugura el Doctorado en Estudios Internacionales (DEI), culminando el ciclo formativo de los programas académicos de pre y postgrado.

## La Escuela Chilena de Relaciones Internacionales
El Instituto de Estudios Internacionales ha mantenido un rol histórico en el desarrollo teórico y político de las Relaciones Internacionales en Chile, en lo que algunos autores han denominado como la “Escuela Chilena de Relaciones Internacionales”, entendida como el cuerpo teórico-interpretativo de la realidad y alianzas internacionales a partir de las condiciones políticas, históricas y geoestratégicas de Chile, tales como los conflictos históricos y tratados limítrofes con países vecinos, como la Guerra del Pacífico con Perú (Tratado de Ancón y Tratado de Lima) y Bolivia (Tratado de Paz y Amistad de 1904), y el Conflicto del Beagle con Argentina (Tratado de Paz y Amistad de 1984), presentar el mayor desarrollo institucional multilateral del sistema de Naciones Unidas en América Latina (después de Costa Rica), ser un país de debate, polarización e intervencionismo en el periodo de Guerra Fría, integrar la campaña de represión política y terrorismo de Estado del Plan Cóndor durante el periodo de Dictadura Militar, ser una nación marítima y puerta de entrada o hub de América Latina hacia la región del Asia-Pacífico y la Antártica, y la protección a nivel constitucional del Estado subsidiario y consenso de adhesión a los principios neoliberales del Consenso de Washington por parte de la élite política de la transición a la democracia. 
Las principales tradiciones de pensamiento, eras intelectuales y culturas de política exterior de la Escuela Chilena de Relaciones Internacionales son el estructuralismo o desarrollismo cepalino (con inicio en la década 1950) y el institucionalismo concertacionista (iniciando en la década de 1980 y principio de los 90s).Junto al IEI, otras instituciones centrales en la Escuela Chilena de Relaciones Internacionales son la Comisión Económica para América Latina y el Caribe (CEPAL) e Instituto Latinoamericano y del Caribe de Planificación Económica y Social (ILPES), la Academia Diplomática de Chile "Andrés Bello" (ACADE) del Ministerio de Relaciones Exteriores, la Academia Nacional de Estudios Políticos y Estratégicos (ANEPE) del Ministerio de Defensa Nacional, y el Instituto de Estudios Avanzados (IDEA) de la Universidad de Santiago de Chile.

### El Estructuralismo o Desarrollismo Cepalino
"El estructuralismo [..] pone el acento de la política de desarrollo sobre un conjunto de reformas estructurales, en la función del Estado como orientador, promotor y planificador, y en una reforma y ampliación sustancial de las modalidades de financiamiento externo y del comercio internacional. Esta corriente de ideas tuvo probablemente su culminación política en 1961, en la Carta de Punta del Este y en la concepción inicial —y nunca realizada— de la Alianza para el Progreso."
Sunkel, O. & Paz, P. (1970) El subdesarrollo latinoamericano y la teoria del desarrollo.

Celso Furtado junto al Presidente de Estados Unidos John F. Kennedy en 1961.

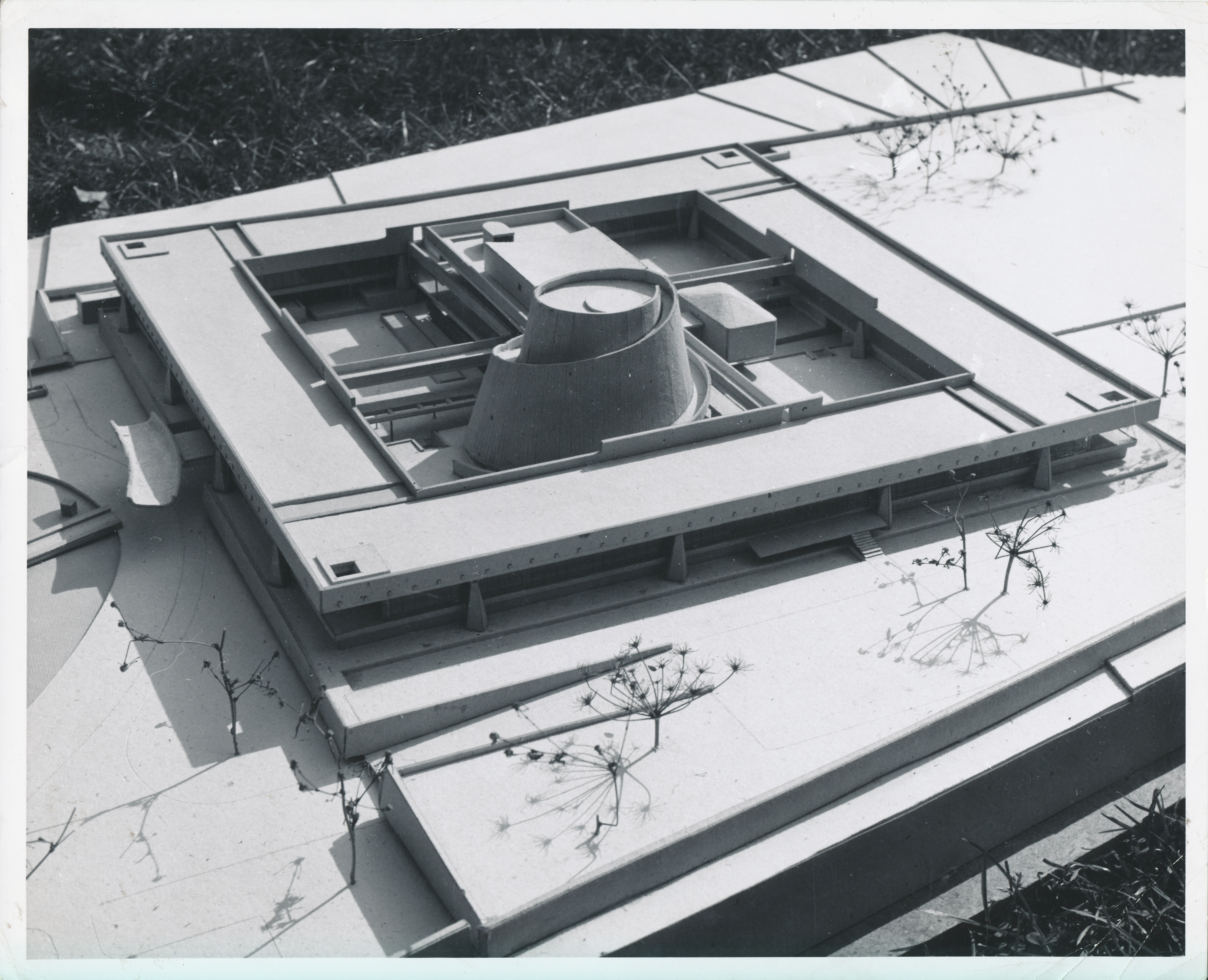
Maqueta del edificio de la Comisión Económica para América Latina y el Caribe (CEPAL) en 1961.

Entre 1966 y 1973 en su etapa inicial, el rol del IEI al interior de la Escuela Chilena de las Relaciones Internacionales fue acoger a una serie de profesores dedicados a la investigación de las relaciones económicas internacionales y la teoría del desarrollo, tales como Celso Furtado, Ministro de Planificación de Brasil entre 1962 y 1964, y autor del libro “La Economía Latinoamericana desde la Conquista Ibérica hasta la Revolución Cubana", y Osvaldo Sunkel, cofundador del IEI y Director del Programa de Capacitación y del Proyecto de Investigaciones del Desarrollo del Instituto Latinoamericano y del Caribe de Planificación Económica y Social (ILPES), principal representante del neoestructuralismo económico, y autor del libro “El Subdesarrollo Latinoamericano y la Teoría del Desarrollo” (1970). 
En la etapa anterior al Golpe de Estado en Chile de 1973, además del marco institucional entregado por el apoyo de organizaciones académicas europeas, como Chatham House y el Centre d’Etudes de Politique Étranger, el IEI estuvo fuertemente influenciado por la consolidación institucional y proyección política continental de la Comisión Económica para América Latina y el Caribe (CEPAL) con sede en Santiago, y el desarrollo por parte de sus investigadores de las teorías estructuralista o desarrollista, neoestructuralista y enfoque de la dependencia en América Latina.

### El Institucionalismo Concertacionista
"La política exterior del gobierno de la Concertación estuvo en manos de un extraordinario grupo de académicos, que durante su exilio a causa de la dictadura, tomaron ventaja y obtuvieron grados académicos avanzados en los Estados Unidos, y que colectivamente -a través del RIAL- proveyeron un mapa de ruta lejos del antiamericanismo, la dependencia y el sentido de victimización."
Tulchin, J. (2016) Latin America in International Politics: Challenging US Hegemony.

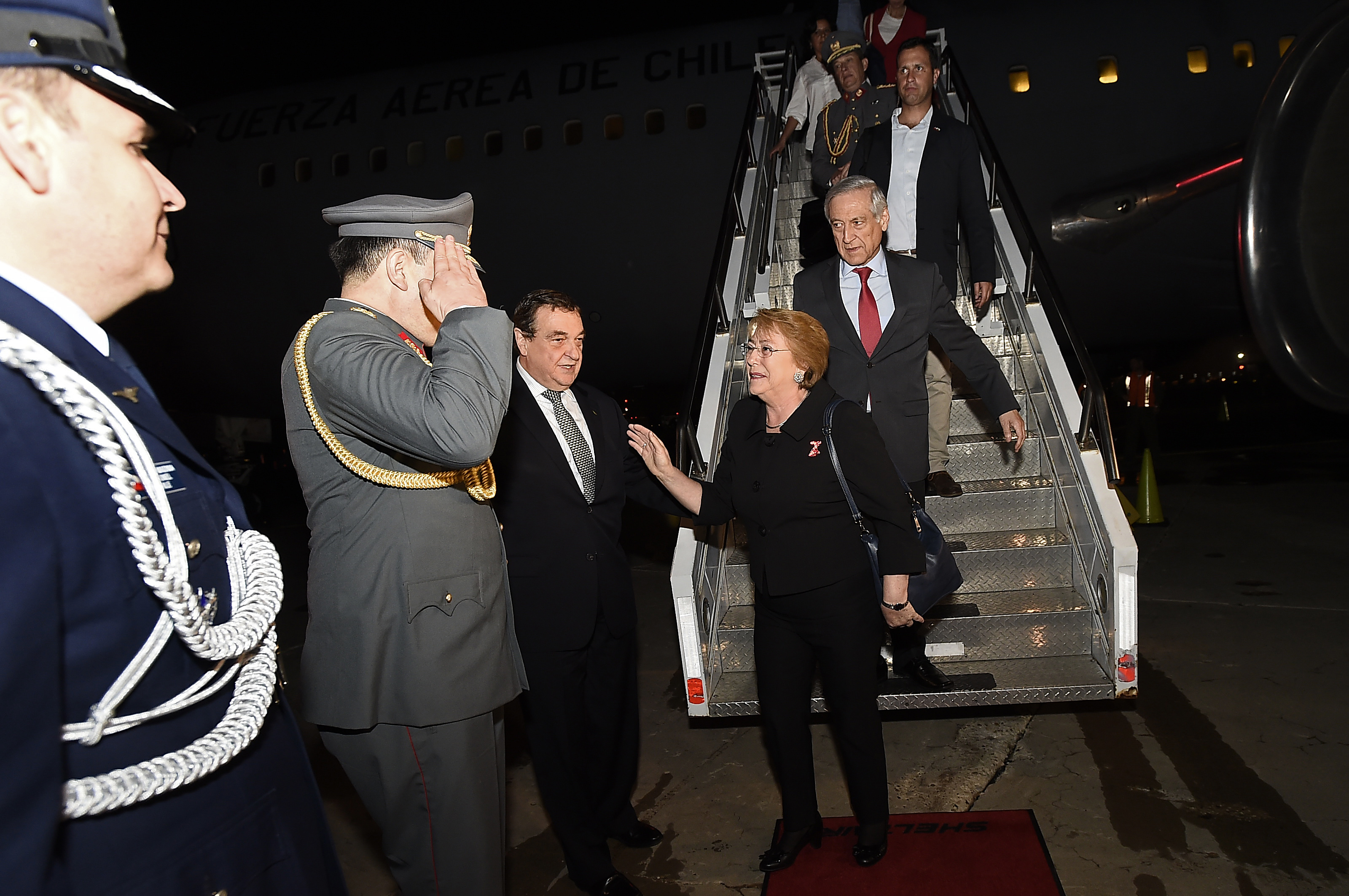
Michelle Bachelet junto a Heraldo Muñoz en el marco de la 71ª Asamblea General de Naciones Unidas en 2016.

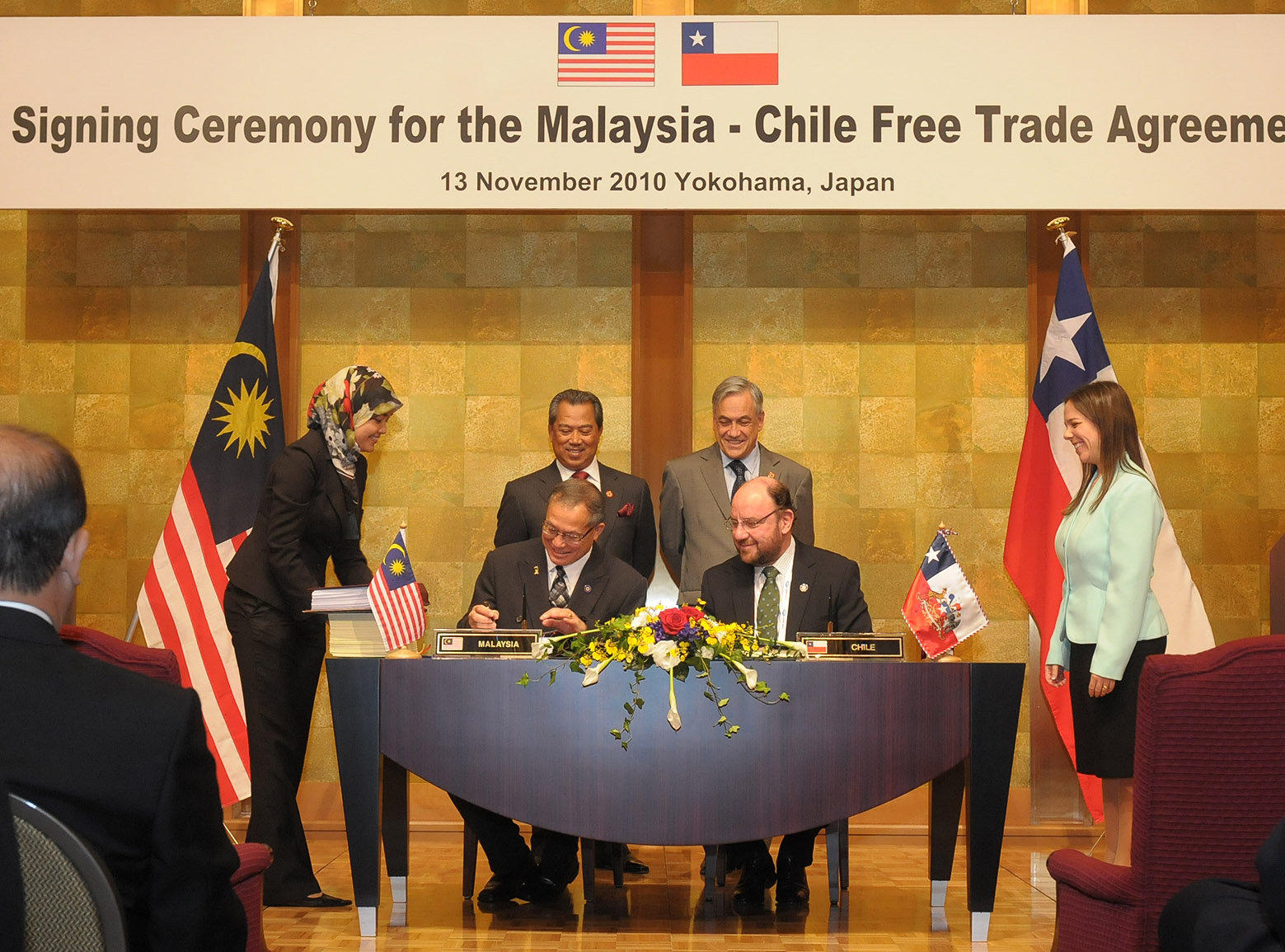
Firma del Tratado de Libre Comercio entre Chile y Malasia en 2010. El enfoque institucionalista iniciado por los gobiernos de la Concertación trascendió a los gobiernos de Sebastián Piñera y Gabriel Boric, en un esquema de dependencia del camino.

En la transición a la democracia en Chile a partir de finales de la década de 1980 y principios de los 90s, el IEI y la Escuela Chilena de Relaciones Internacionales tomaron un rol protagónico en la recuperación del estatus democrático y reinserción del país en la comunidad internacional, en un contexto global marcado por la disolución de la Unión Soviética y la caída del Muro de Berlín, además de la consolidación de Estados Unidos como poder hegemónico unipolar y agente promotor de la globalización neoliberal, basada en la reducción a las barreras arancelarias y normativas en el flujo de comercio e inversiones internacionales. En paralelo a un escenario sociopolítico interno caracterizado por la socialización del impacto de la Dictadura en el deterioro institucional y la violación de derechos humanos en Chile, y la búsqueda de una nueva institucionalidad que garantice los derechos fundamentales y el Estado de derecho, determinada en aquel entonces por la hegemonía del proyecto político de la Concertación de Partidos por la Democracia. 
La Escuela Chilena de Relaciones Internacionales de la década de 1990, en respuesta a estas realidades, con exponentes como Enrique Silva Cimma, Heraldo Muñoz y Alberto van Klaveren, y libros, tales como "Chile: Política Exterior para la Democracia" (1989), estableció las bases teóricas para la conducción de la política exterior de los gobiernos de la Concertación y Nueva Mayoría, influenciada por el enfoque institucionalista de las Relaciones Internacionales, con base en el modelo de inserción internacional de país conectado con los principales mercados globales, mediante tratados de libre comercio, y los principios políticos de respeto del derecho internacional y la resolución pacífica de controversias, la promoción de la democracia y el multilateralismo, el respeto de los derechos humanos, y la responsabilidad de cooperar.

### Neoestructuralismo, Nueva Política Exterior y No Alineamiento Activo
A finales de la década de 2010 y a partir de 2020, en un escenario político interno marcado por el Mayo Feminista de 2018, el Estallido Social de 2019-2020, los procesos constitucionales de 2021 y 2023, y el ascenso al poder de Gabriel Boric en 2022, el rol del IEI como institución central en la Escuela Chilena de Relaciones Internacionales, ha sido el de un espacio de debate académico y transición política desde la etapa y exponentes del institucionalismo concertacionista, a la incorporación de enfoques de política exterior, tales como el neoestructuralista de la economía política del desarrollo, representado por académicos como José Miguel Ahumada, influenciado por el economista surcoreano de la Universidad de Cambridge Ha-Joon Chang, y autor de “La Economía Política del Crecimiento Periférico” (2019), con énfasis en la política industrial, el escalamiento productivo de Chile en las cadenas globales de valor y la transferencia tecnológica, tensionando las restricciones normativas propias del principio de subsidiariedad del Estado chileno, y la doctrina política neoliberal del Consenso de Washington. 

"Un proyecto progresista debiera apelar a una política exterior humanista, feminista, cooperativa y turquesa como elementos irrenunciables para la nueva realidad internacional. En el plano interno, una política exterior progresista está al servicio de la defensa, consolidación y expansión de las conquistas democráticas orientadas a la construcción de una sociedad más justa y solidaria."
Bywaters C., C. et al. (2021) Nuevas voces de política exterior.

El IEI ha acogido intitucionalmente nuevas teorías reflectivistas de la realidad internacional y conducción de la política exterior, que algunos autores han denominado como nueva política exterior o política exterior progresista, caracterizada en el libro "Nuevas Voces de Política Exterior: Chile y el mundo en la era post-consensual" (2021), y compuesta por los enfoques de política exterior feminista, orientada a reforzar la gobernanza global y regional dirigida a la promoción, garantía y protección de los derechos de las mujeres y niñas, y política exterior turquesa, focalizada en el posicionamiento de Chile como un actor clave en el sistema internacional e interamericano en las temáticas de mitigación del cambio climático, protección de los océanos y ecosistemas.
El académico del IEI Carlon Fortín, junto a Jorge Heine y Carlos Ominami, han planteado el enfoque de política exterior del no alineamiento activo, caracterizado en el libro "El No Alineamiento Activo y América Latina: Una doctrina para el nuevo siglo" (2021), orientado a la construcción de posiciones estratégicas de política exterior en base al interés nacional y de América Latina, frente al alineamiento de la política exterior regional a las principales potencias mundiales, como China y Estados Unidos, y la diversificación de las relaciones diplomáticas y comerciales, como respuesta al proceso de redistribución del poder en el sistema internacional hacia un orden multipolar.

## Unidades Académicas
El Instituto de Estudios Internacionales de la Universidad de Chile cuenta con dos Unidades Académicas enfocadas en las siguientes áreas de estudio:
Unidad Académica de Relaciones Internacionales y Políticas Públicas Globales
Director: Prof. Miguel Ángel López.
- Análisis de Política exterior.
- Estudios estratégicos.
- Estudios Globales.
- Estudios de área (o regionales).
- Historia de las Relaciones Internacionales.
- Política exterior Comparada.
- Teoría de las Relaciones Internacionales.

Unidad Académica de Relaciones Jurídicas y Económicas Internacionales
Directora: Prof. Astrid Espaliat Larson.
- Derecho Antártico.
- Derecho del mar.
- Derecho internacional público.
- Derecho internacional de los derechos humanos (DIDH).
- Derecho internacional humanitario (DIH).
- Economía política internacional.
- Relaciones Económicas Internacionales.
- Negociaciones Internacionales.
- Política comercial.

## Unidades Administrativas
El Instituto de Estudios Internacionales de la Universidad de Chile cuenta con ocho Unidades Administrativas: 
- Unidad de Asuntos Económicos y Administrativos. Coordinadora y Encargada de Personal: Sra. Victoria Díaz Oyarzún.
- Unidad de Asuntos Internacionales. Coordinadora: Prof. Tatiana Rein Venegas.

- Unidad de Autoevaluación. Presidente: Prof. José Morandé Lavín.
- Biblioteca. Bibliotecario Jefe: Sr. Lucio López Iñíguez.
- Unidad Editorial. Coordinador: Prof. José Morandé Lavín.
- Unidad de Extensión y Comunicaciones: Coordinadora: Sra. Andrea Sprovera Ahumada.
- Unidad de Género. Coordinadora: Prof. Astrid Espaliat Larson.
- Unidad de Investigación. Coordinador: Prof. Eduardo Carreño Lara.

## Programas de Estudio
El Instituto de Estudios Internacionales de la Universidad de Chile cuenta con los siguientes programas de estudio:
Postgrado
La Escuela del Postgrado del Instituto de Estudios Internacionales se encuentra a cargo de Prof. María José Henríquez Uzal.
- Doctorado en Estudios Internacionales (DEI). Coordinador de Doctorado: Prof. Eduardo Carreño Lara.
- Magíster en Estudios Internacionales (MEI). Coordinadora de Magíster: Prof. Astrid Espaliat Larson.
- Magíster en Estrategia Internacional y Política Comercial (MEIPC). Coordinador de Magíster: Prof. Juan Enrique Serrano.
- Magíster en Desarrollo y Cooperación Internacional (MEDCI). Coordinador de Magíster: Prof. José Miguel Ahumada.
- Magíster en Estudios sobre Asia (MESA). Coordinador de Magíster: Prof. Andrés Bórquez Basáez.

Postítulo
- Título Profesional Especialista en Relaciones Internacionales. Coordinadora de Postítulo: Prof. Astrid Espaliat Larson.

Pregrado
- Título Profesional de Internacionalista y Licenciatura en Estudios Internacionales (programa en conjunto con Facultad de Filosofía y Humanidades). Jefe de Carrera: Prof. Cristóbal Bywaters Collado.

## Investigación
El Instituto de Estudios Internacionales de la Universidad de Chile cuenta con 3 líneas de investigación principales:
- Relaciones Internacionales.
- Desarrollo y Comercio Internacional.
- Estudios de China.

## Publicaciones
La labor editorial del Instituto de Estudios Internacionales de la Universidad de Chile se divide en 5 publicaciones oficiales:
- Revista de Estudios Internacionales.
- Latin American Journal of Trade Policy.
- Cuadernos de Estudios Internacionales.
- Latin American Journal of Asian Studies.
- Publicaciones IEI.

## Edificio Vicuña Mackenna 20
El Edificio Vicuña Mackenna 20 (VM20) reunirá a cinco unidades académicas y organismos de la Universidad de Chile. Las obras iniciadas en abril de 2018 se ubican en la comuna de Providencia, en los terrenos donde anteriormente se emplazaba la Facultad de Ciencias Químicas y Farmacéuticas, antiguo hito de la Avenida Vicuña Mackenna, a pasos de la estación Baquedano, combinación de las líneas 1 y 5 (y futura línea 7) del Metro de Santiago.
El inmueble de aproximadamente 32.000 metros cuadrados con finalización de obras proyectada entre 2022 y 2023 será la nueva sede del Instituto de Estudios Internacionales, en conjunto con el Facultad de Gobierno, el Centro de Extensión Artística y Cultural (CEAC), el Departamento de Postgrado y Postítulo, y la Dirección de Relaciones Internacionales de la Universidad de Chile.